# Pierre André de Suffren Saint Tropez
Pierre André de Suffren Saint Tropez (17 de juliol de 1729 - †8 de desembre de 1788) fou un almirall de la marina francesa que es va fer internacionalment famós per la seva reeixida campanya en l'oceà Índic contra la supremacia britànica a la zona.

## Biografia
Nascut al castell de Saint Canat, prop de Aix-en-Provence, Pierre André fou el tercer fill del marquès de Saint-Tropez. La seva família, segons afirma el seu pare, havia emigrat des de Lucca al segle xiv.

### Primera part de la seva carrera
A l'edat de vuit anys és nomenat cavaller de l'Ordre de Malta, de la qual rebria més tard el títol de batlle de Suffren. I el 1743 va ingressar en el cos d'oficials de l'Armada francesa com a cadet guarda-marina. A l'octubre de 1744, a bord del Solide, es va veure immers en l'incident de Cap Sicié (Batalla de Toulon), durant la Guerra de Successió Austríaca. A continuació va passar al Pauline, pertanyent a l'esquadra de M. Macnémara, en la qual realitza una expedició a les Antilles.
Durant els següents anys participa en diferents expedicions, com la duta a terme en 1746 amb l'objectiu de reprendre l'illa del Cap Bretó i que va acabar en desastre a causa de plagues i naufragis. En 1747 va ser fet presoner per Edward Hawke, almirall de la marina britànica, en una acció militar al Golf de Biscaia.
Quan la Guerra de Successió Austríaca va arribar a la seva fi, el 1748, Suffren va anar a Malta i va passar diversos anys navegant en les galeres de l'Ordre, tècnicament denominades "caravanes". Després d'una intervenció amb èxits desiguals a la Guerra dels Set Anys, entre 1767 i 1771 va tornar a les caravanes, on fou ascendit de cavaller a comendador de l'Ordre. Des de llavors fins al començament de la Guerra de la Independència dels Estats Units comanda un esquadró d'evolució creat pel Govern francès per a la realització de pràctiques dels seus oficials.

## Anys finals

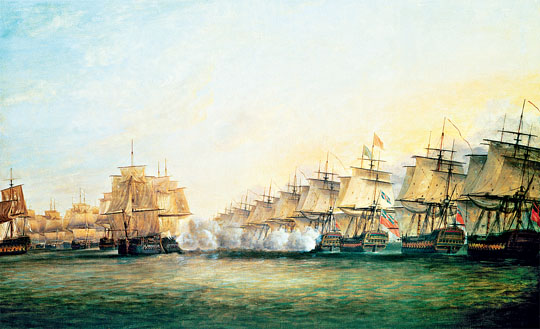
Batalla de Trincomalee, 3 de setembre 1782.

Després de la seva intervenció en la Guerra de la Independència dels Estats Units sota les ordres de l'almirall d'Estaing li va ser confiada una divisió destinada a combatre a les forces angleses a l'oceà Índic. Els enfrontaments lliurats en aquesta campanya contra l'almirall Edward Hughes van consagrar definitivament la seva extraordinària capacitat tàctica i la seva sensacional feresa. En batalles com la de Sadras, Trincomalee o Negapatam, va mantenir en escac a la flota anglesa en unes condicions completament desfavorables.
En 1780 va ser nomenat capità del Zélé, amb el comandament d'una flota combinada franco-espanyola que va capturar un gran comboi anglès a l'Oceà Atlàntic. Al seu retorn a França, el 1784, Suffren va ser nomenat tinent general de l'Exèrcit Naval i cavaller de l'Ordre de l'Esperit Sant. Abassegat d'honors, va morir a París quatre anys més tard.
Històricament Suffren està reconegut com una de les majors figures de la història marítima francesa.